# Swiss International Air Lines

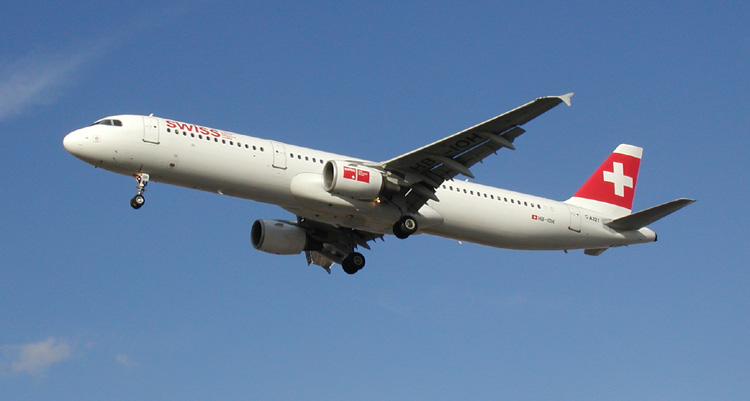
Swiss International Air Lines Airbus A321

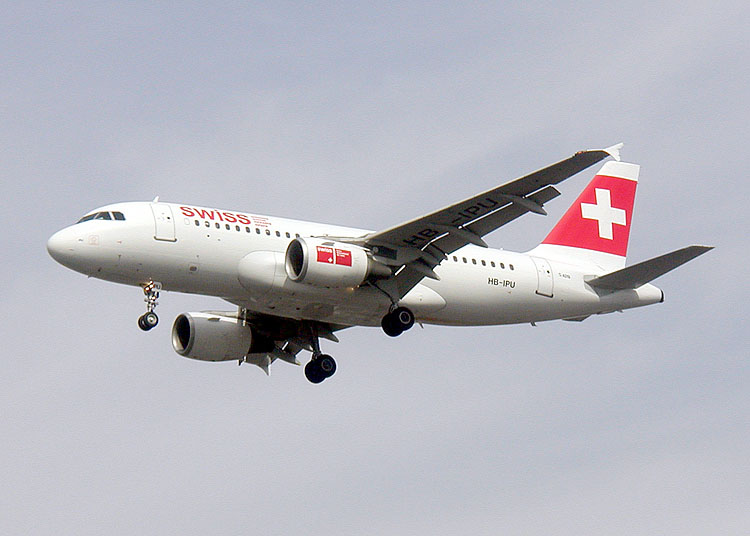
Swiss International Air Lines Airbus A319

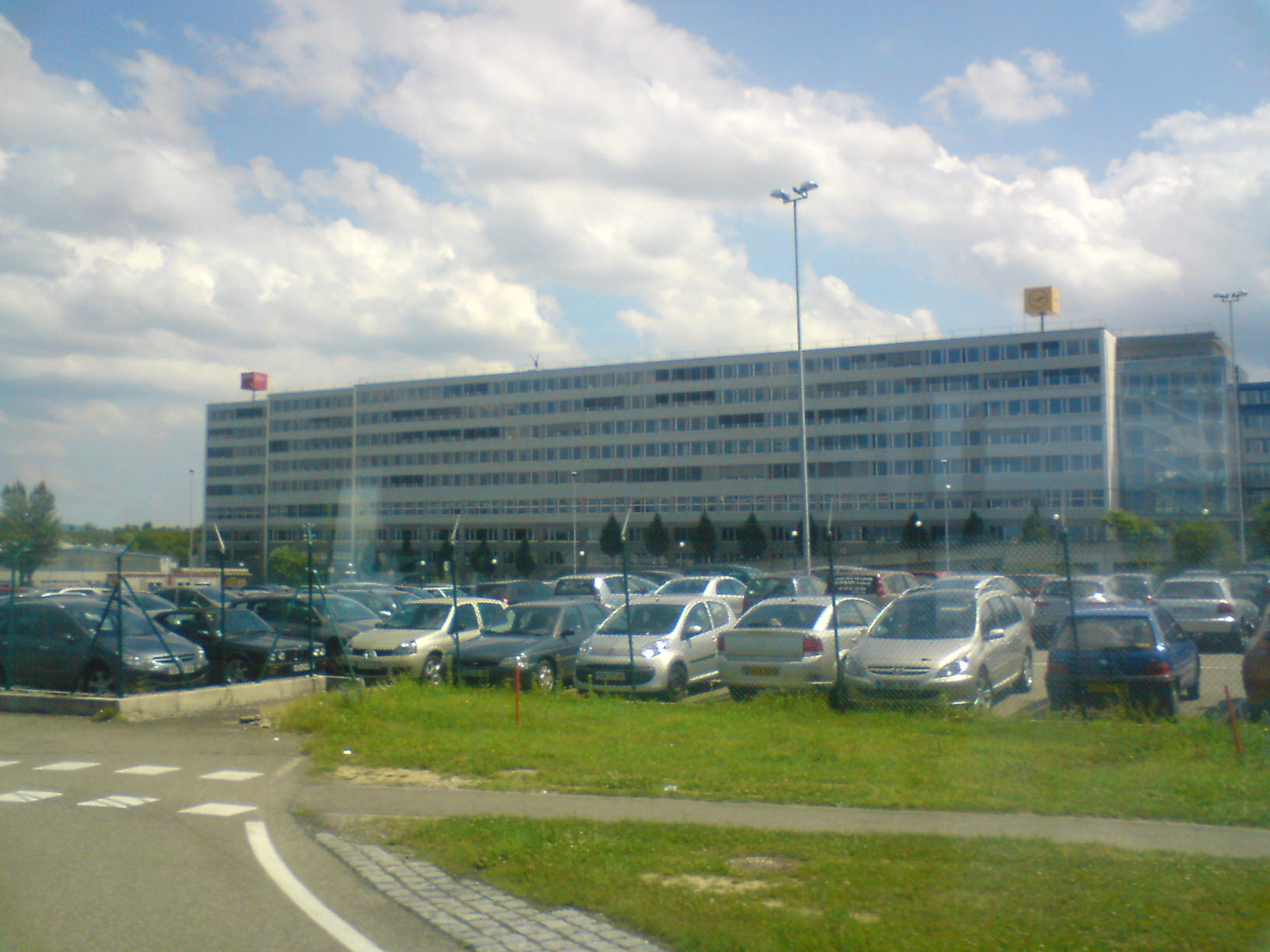
Het hoofdkantoor van de Swiss International Air Lines in Saint-Louis bij Bazel

SWISS of Swiss International Air Lines is de grootste luchtvaartmaatschappij van Zwitserland. Zij levert reguliere diensten in Europa en naar Noord-Amerika, Zuid-Amerika, Afrika en Azië. Haar belangrijkste hub is Zürich Airport (ZRH).
Swiss International Air Lines gebruikt de IATA-code LX, die het geërfd heeft van Crossair. De code van Swissair was namelijk SR.

## Geschiedenis
De luchtvaartmaatschappij werd opgezet voordat Swissair in 2001 failliet ging, wat daarvoor de belangrijkste luchtvaartmaatschappij was. Credit Suisse en UBS, de belangrijkste crediteuren van het bankroete Swissair besloten het eigendom van Swissair te verkopen aan Crossair, de regionale concurrent van de trans-Atlantische Swissair (beiden waren ze bezit van dezelfde houdsteronderneming, namelijk SAirGroup). Crossair veranderde toen haar naam in Swiss en de nieuwe nationale luchtvaartmaatschappij begon op 31 maart 2002 met het leveren van diensten. De luchtvaartmaatschappij is in bezit van institutionele investeerders (61,3%), de Zwitserse Confederatie (20,3%), kantons en gemeenten (12,2%) en overigen (6,3%). Swiss bezit ook Swiss Sun (100%) en Crossair Europe (99,9%). Zo'n 5970 mensen zijn bij Swiss International Air Lines in dienst.
Na bijna een jaar van geschillen werd Swiss uiteindelijk geaccepteerd in de Oneworld Airline Alliance, British Airways probeerde dit te voorkomen aangezien de twee concurrenten zijn op langeafstandsvluchten. Op 3 juni 2004 kondigde Swiss aan zich niet aan te sluiten bij Oneworld omdat ze hun frequentflyerprogramma niet wilden invoegen in de Executive Club van British Airways.
Op 22 maart 2005 bevestigde Lufthansa haar plan om Swiss over te nemen met gebruik van een houdsterbedrijf genaamd Air Trust dat in eerste instantie 11% van de aandelen zou kopen.
Op 1 april 2006 voegde Swiss zich bij de concurrent van Oneworld, Star Alliance.
Per 1 juli 2007 heeft de Deutsche Lufthansa AG alle aandelen van Swiss International Air Lines AG overgenomen, waarmee de maatschappij een honderd procent dochter is geworden. Het gezamenlijk uitgewerkte bedrijfsmodel laat zien dat SWISS een onafhankelijke luchtvaartmaatschappij blijft met een eigen hoofdkantoor in Zwitserland, een eigen vloot en crew en binnen het Lufthansa concern als bedrijfsonderdeel gehandhaafd blijft.
Swiss is lid van Lufthansa's Miles & More-programma.

## Vloot
De vloot van Swiss bestond in september 2024 uit:
| Vliegtuig        | In dienst | Bestelling | Passagiers | Passagiers | Passagiers | Passagiers | Passagiers | Passagiers | Opmerkingen                                                                    |
| Vliegtuig        | In dienst | Bestelling | F          | B          | P          | E          | Totaal     | Ref.       | Opmerkingen                                                                    |
| ---------------- | --------- | ---------- | ---------- | ---------- | ---------- | ---------- | ---------- | ---------- | ------------------------------------------------------------------------------ |
| Airbus A220-100  | 9         | —          | —          | var        | var        | var        | 125        | [ 3 ]      | —                                                                              |
| Airbus A220-300  | 20        | —          | —          | var        | var        | var        | 145        | [ 4 ]      | —                                                                              |
| Airbus A320-200  | 11        | —          | —          | var        | var        | var        | 180        | [ 5 ]      | Drie toestellen hebben een Star Alliance kleurstelling                         |
| Airbus A320neo   | 7         | 10         | —          | var        | var        | var        | 180        | [ 7 ]      | —                                                                              |
| Airbus A321-100  | 3         | —          | —          | var        | var        | var        | 219        | [ 8 ]      | —                                                                              |
| Airbus A321-200  | 3         | —          | —          | var        | var        | var        | 219        | [ 8 ]      | —                                                                              |
| Airbus A321neo   | 4         | 4          | —          | var        | var        | var        | 215        | [ 8 ]      | —                                                                              |
| Airbus A330-300  | 14        | —          | 8          | 45         | —          | 183        | 236        | [ 9 ]      | —                                                                              |
| Airbus A340-300  | 4         | —          | 8          | 42         | 21         | 144        | 215        | [ 10 ]     | Zullen vloot gaan verlaten vanaf 2025; wordt vervangen door de Airbus A350-900 |
| Airbus A350-900  | —         | 5          | 3          | 45         | 38         | 156        | 242        | [ 12 ]     | Worden geleverd vanaf 2025                                                     |
| Boeing 777-300ER | 12        | —          | 8          | 62         | 24         | 226        | 320        | [ 13 ]     | —                                                                              |
| Totaal           | 87        | 19         |            |            |            |            |            |            |                                                                                |